# Andreas Rett

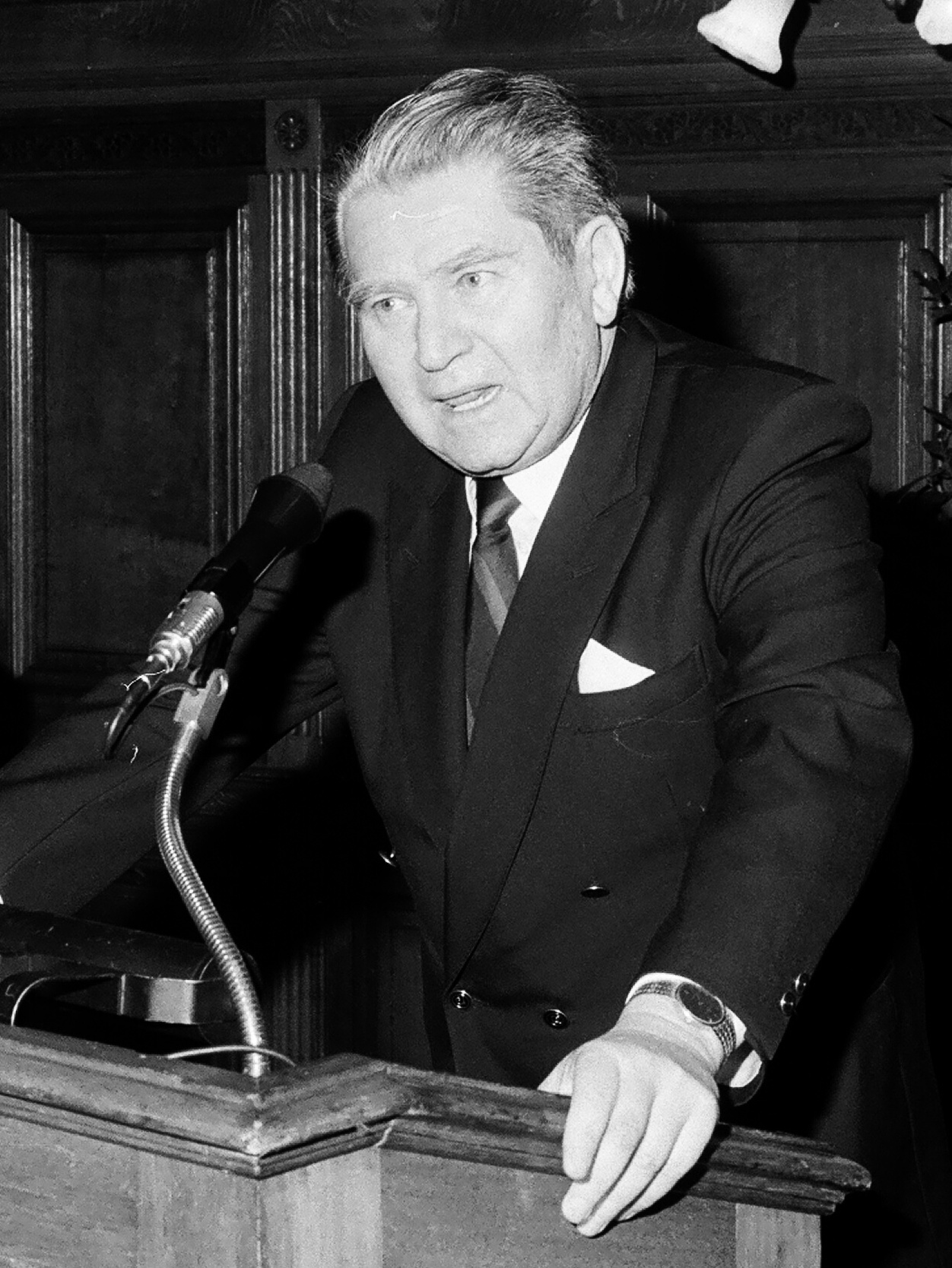
Andreas Rett als Vortragender der Wiener Vorlesungen 1987

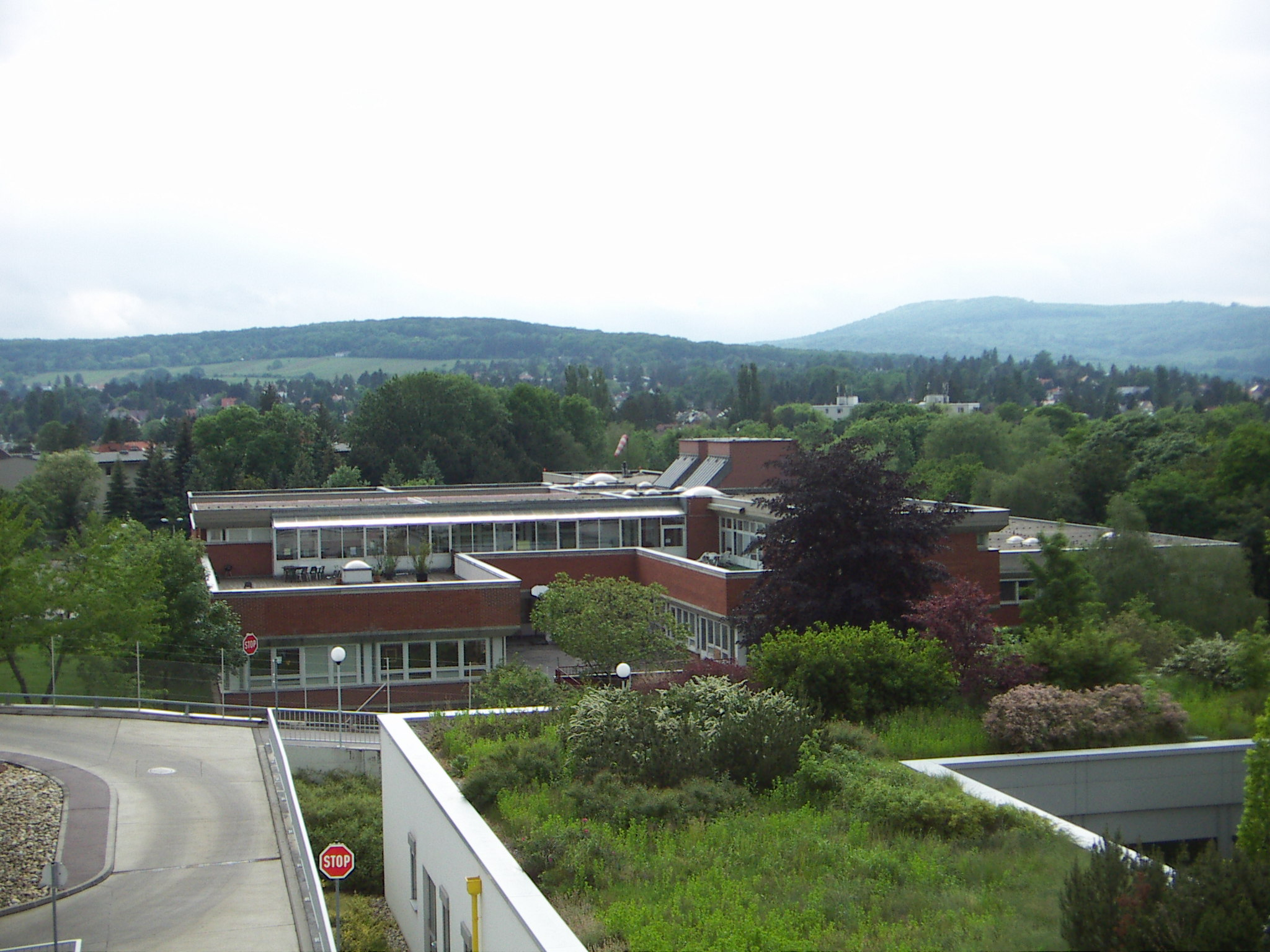
Pavillon C Neurologisches Krankenhaus Rosenhügel in Hietzing

Andreas Rett (* 2. Januar 1924 in Fürth, Bayern; † 25. April 1997 in Wien) war ein deutsch-österreichischer Neuropädiater, Autor und Erstbeschreiber des Rett-Syndroms.

## Leben und Wirken
Seine Familie zog aus wirtschaftlichen Gründen 1929 von Fürth nach Innsbruck. Rett war bereits als Schüler seit dem 1. September 1932 Mitglied der Hitlerjugend und später auch HJ-Führer. Sein Vater gründete in Innsbruck ein Reinigungsunternehmen, in dem sein Sohn Andreas sein Nachfolger werden sollte. Dieser entschied sich jedoch für ein Medizinstudium, woraufhin ihn sein Vater enterbte. Rett studierte an der Universität Innsbruck zwei Semester Medizin, bevor er für die nächsten dreieinhalb Jahre in die Kriegsmarine eingezogen wurde. Nachdem er zweimal verwundet worden war, wurde er auf einem Lazarettschiff im Mittelmeer stationiert, auf dem Rett trotz seiner geringen Erfahrung als Arzt und Chirurg eingesetzt wurde.
Nach dem Zweiten Weltkrieg kehrte Rett an die Universität Innsbruck zurück, wurde jedoch aufgrund seiner NS-Vergangenheit zuerst nicht zum Studium zugelassen. Erst nachdem Rett jegliche Mitgliedschaft in HJ und NSDAP geleugnet hatte, wurde er zum Studium zugelassen, mit Hilfe des Bundes sozialistischer Akademiker hatte er sich von seiner illegalen Nazi-Vergangenheit weißgewaschen. Er beendete 1949 erfolgreich sein Medizinstudium und arbeitete anschließend als Arzt in Innsbruck, Wien und Zürich. In Wien war er als Kinderarzt am Preyerschen Kinderspital unter Konrad Eberle tätig. 1956 gründete Rett eine Abteilung für verhaltensauffällige Kinder im Krankenhaus Lainz.
1963 gründete er mit Fritz Muster, von 1966 bis 1980 Geschäftsführer von Jugend am Werk, in Wien die erste geschützte Werkstätte für nervenkranke Jugendliche.
1966 veröffentlichte er die Erstbeschreibung des Rett-Syndroms, einer Störung des Gehirnstoffwechsels, die X-chromosomal dominant vererbt und praktisch nur bei Mädchen beobachtet wird und zu einer Verzögerung der motorischen und psychischen Entwicklung führt. 1967 habilitierte er sich in der Neuropädiatrie.
Seine medizinische Arbeit für die Menschen mit Behinderung wurde vom Direktor des Altersheimes in Lainz, Otto Zsygmund, gefördert und gegen einige Widerstände im Pavillon XVII des Krankenhauses Lainz begonnen. Sie führte 1975 zur Gründung der Abteilung für entwicklungsgestörte Kinder am Neurologischen Krankenhaus Rosenhügel in Wien.
Retts jahrzehntelange Forderung an die Gesellschaft war, dass auch Kinder mit Behinderung Kinder sind, mit allen körperlichen, seelischen und geistigen Ansprüchen.

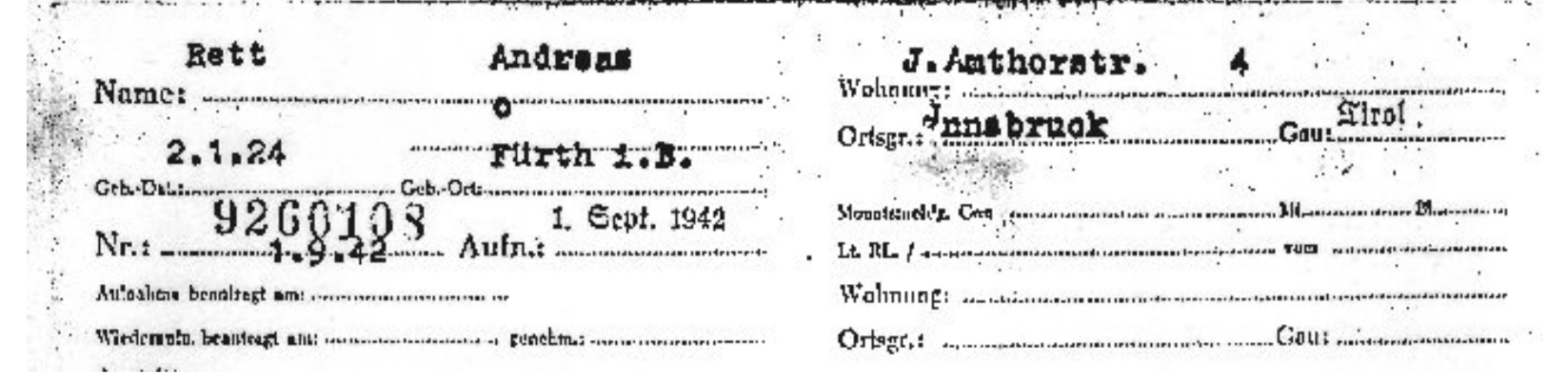
NSDAP-Mitgliedskarte

Konkret trat Rett jedoch zeitlebens für die seit 2001 in Österreich verbotene und international durch das Übereinkommen über die Rechte von Menschen mit Behinderungen geächtete Sterilisation von Frauen mit geistiger Behinderung ein und praktizierte diese nach eigenen Angaben systematisch jahrelang selbst. In dem Buch Das hirngeschädigte Kind (in der 5. Auflage von 1981) berichtet Rett mit seinem Ko-Autor und Mitarbeiter Horst Seidler, dass sie „Schwangerschaftabbruch bei geistig Behinderten seit nunmehr 20 Jahren“ praktizierten und den Abbruch „prinzipiell stets mit nachfolgender Eileiterunterbindung kombinierten“. Behindertenverbände und Integrationswissenschaftler sehen in diesen Praktiken „schwerwiegende Eingriffe in die Freiheits- und Persönlichkeitsrechte behinderter Menschen“ und eine nahtlose Fortführung nationalsozialistischer Eugenik. Auch publizistisch forderte Rett immer wieder die Zwangssterilisation von Behinderten.
Der Anfang der 1980er aufkommenden Idee der schulische Integration, bei der Kinder mit Behinderung im allgemeinen Klassenverbund unterrichtet werden, widersprach Rett vehement. Zwar seien „auch Kinder mit Behinderung Kinder“, aber, wie Rett schreibt, nicht wie andere Kinder:

„Geistig behinderte Kinder in die Regelschule einzugliedern [...] kann nicht zielführend sein, weil die ursprüngliche Idee der Vollintegration geistig rückständig Behinderter nicht nur vom Kind her, sondern auch von der Klasse her unmöglich ist.“

Sowohl zu seinem Studienanfang unmittelbar nach Kriegsende als auch in den darauffolgenden Jahrzehnten verschwieg Rett, dass er zum 1. September 1942 der NSDAP beigetreten war (Mitgliedsnummer 9.260.108). Retts berufliche Karriere nach 1945 legt auch eine personelle und strukturelle Kontinuität von vormals nationalsozialistischen Wissenschaftlern im Bund Sozialistischer Akademiker (BSA) nahe, Rett war unter anderem 1967 auch Mitglied im „Felix-Mandl-Kreis“. Mit seinem BSA-Kollegen Heinrich Gross publizierte Rett gemeinsam einen wissenschaftlichen Artikel. Die Grundlagen dieses Artikels basierten auf Gehirnpräparaten, die im Rahmen der nationalsozialistischen Kinder-Euthanasie von ermordeten Kindern Am Spiegelgrund entnommen wurden. Die bestehende Sekundärliteratur zu diesem Thema geht davon aus, dass Rett über die Herkunft der verwendeten Präparate Bescheid gewusst habe.
Er bekannte sich zur Mitgliedschaft bei den Freimaurern, wo seine Arbeit, sein Leben und seine ärztliche Haltung mitgeprägt wurden; Rett war ab 1956 Mitglied der Freimaurerloge Gleichheit und 1968 Gründungsmitglied der Loge Eintracht.
Im 13. Wiener Gemeindebezirk wurde am 25. April 2002 eine Grünanlage als Andreas-Rett-Park benannt. Der 2013 publizierte Forschungsbericht Straßennamen Wiens seit 1860 als „politische Erinnerungsorte“ ging auf Retts zweifelhafte Rolle ein.
Eine seiner Töchter ist die österreichische Kulturjournalistin- und Moderatorin Barbara Rett.

## Veröffentlichungen (Auswahl)
- Das hirngeschädigte Kind. (spätere Auflagen gemeinsam mit Horst Seidler), Jugend und Volk, Wien 1971; 5. Auflage 1981 ISBN 3-7141-7411-7
- mit Friederike Grasemann und Albertine Wesecky: Musiktherapie für Behinderte. Huber, Bern 1981, ISBN 3-456-81100-4
- mit Horst Seidler: Das Reichssippenamt entscheidet. Rassenbiologie im Nationalsozialismus. Jugend und Volk, Wien/München 1982, ISBN 3-224-16508-1.
- mit Horst Seidler: Rassenhygiene. Ein Weg in den Nationalsozialismus. Jugend und Volk, Wien/München 1988, ISBN 3-224-16530-8.
- Mongolismus – Biologische, erzieherische und soziale Aspekte. Huber, Bern 1983, ISBN 3-456-81088-1
- mit Bo Olsson: Linkshändigkeit. Huber, Bern 1989, ISBN 3-456-81727-4
- Kinder in unserer Hand. Ein Leben mit Behinderten. ORAC, Wien 1990, ISBN 3-7015-0178-5.
- mit Germain Weber: Down-Syndrom im Erwachsenenalter. Klinische, psychologische und soziale Aspekte beim Mongolismus. Huber, Bern 1990, ISBN 3-456-81804-1
- Die Geschichte der Kindheit als Kulturgeschichte. Mit Gespräch des Autors mit Hubert Christian Ehalt, Wiener Vorlesungen. Picus, Wien 1992, ISBN 3-85452-310-6

## Anerkennungen
- 1958: Karl-Renner-Preis[17][18][19][20]
- 1976: Österreichisches Ehrenkreuz für Wissenschaft und Kunst I. Klasse
- 1982: Paracelsusring der Stadt Villach
- 1988: Preis der Stadt Wien für Medizinische Wissenschaften
- 1989: Großes Ehrenzeichen für Verdienste um die Republik Österreich